# Crocidura ludia
Crocidura ludia är en däggdjursart som beskrevs av Hollister 1916. Crocidura ludia ingår i släktet Crocidura och familjen näbbmöss. IUCN kategoriserar arten globalt som livskraftig. Inga underarter finns listade i Catalogue of Life.
Denna näbbmus förekommer i centrala Afrika från östra Kamerun till norra Kongo-Kinshasa. En avskild population finns dessutom i Centralafrikanska republiken. Arten vistas i låglandet. Den lever främst i regnskogar och dessutom hittas den i galleriskogar i savanner.